# Kingdom Come: Deliverance
Kingdom Come: Deliverance – komputerowa fabularna gra akcji wyprodukowana przez Warhorse Studios, a następnie wydana przez Deep Silver na platformach Microsoft Windows, PlayStation 4 i Xbox One. Tytuł został częściowo sfinansowany przez twórców za pośrednictwem akcji crowdfundingowej na platformie Kickstarter. Premiera gry odbyła się 13 lutego 2018.
W 2025 roku wydano kontynuację Kingdom Come: Deliverance II.

## Fabuła

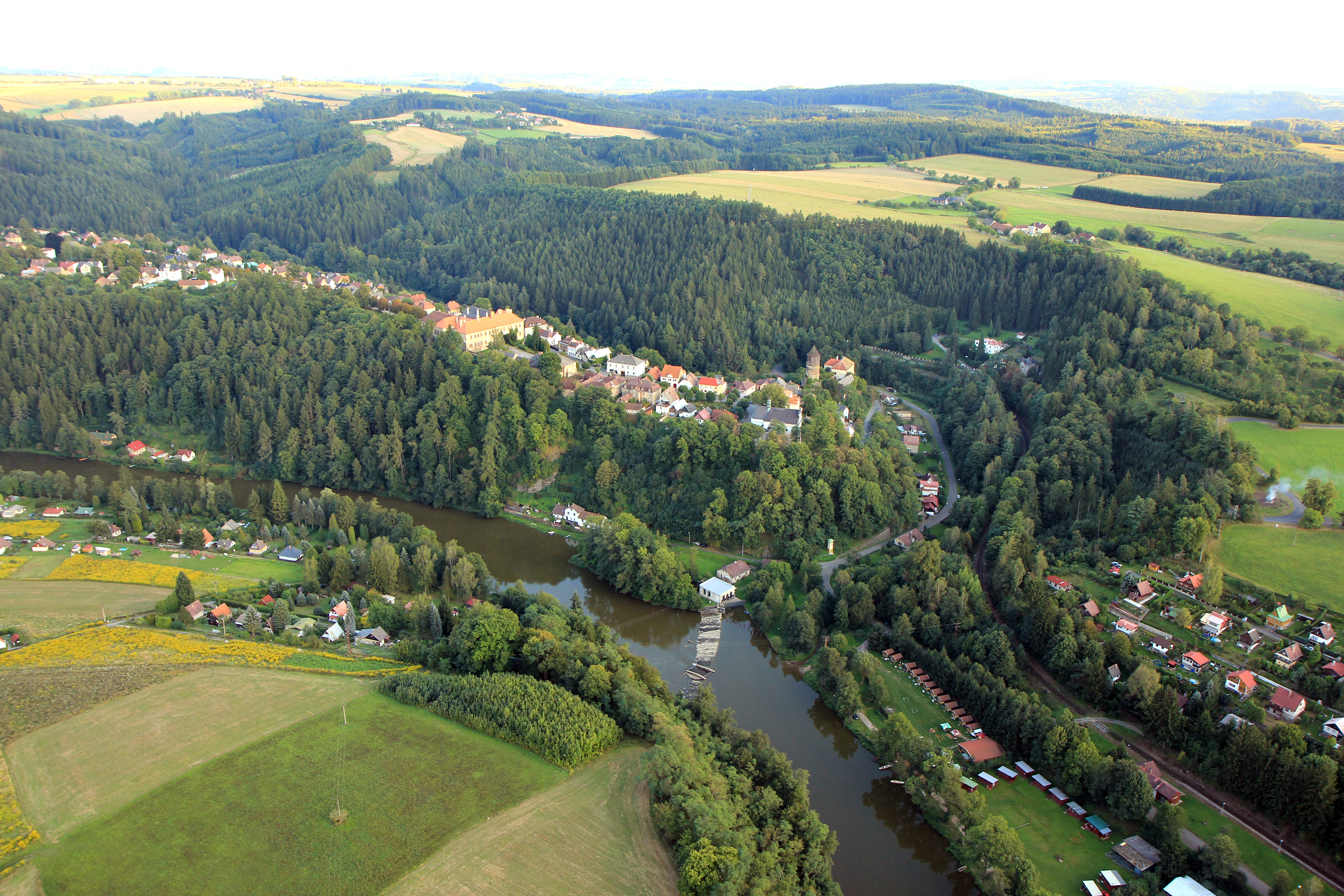
Współczesny widok na Rataje nad Sázavou, które wraz z okolicami zostały odwzorowane w grze

Akcja gry została osadzona w realiach Europy Środkowej na początku XV wieku. Główne tło dla fabuły stanowi najazd węgierskiego króla Zygmunta Luksemburskiego na Królestwo Czech i związana z nim zawierucha wojenna, jaka ogarnia kraj. Gracz wciela się w Henryka, syna kowala zamieszkałego w grodzie Skalica. Kiedy wioska protagonisty zostaje zniszczona przez armię wroga, a on sam traci rodziców, poprzysięga wypełnić ostatnią wolę ojca i dokonać zemsty na sprawcach napaści. Kierowany chęcią odwetu Henryk szybko zostaje wplątany w wielką politykę oraz sieć intryg, które w konsekwencji zmuszają go do podjęcia próby uratowania prawowitego króla Wacława i przywrócenia porządku w królestwie.

## Rozgrywka
W Kingdom Come: Deliverance gracze wcielają się w postać Henryka, którą poruszają się po otwartym świecie, sterując z perspektywy pierwszej osoby. Do dyspozycji graczy zostało oddanych około 16 km² terenu, wzorowanego na prawdziwym obszarze zlokalizowanym w dolinie Sazawy. Obszar gry stanowi w pełni otwarty świat, całkowicie pozbawiony barier w postaci ekranów ładowania. W celu szybszego przemieszczania się gracz może korzystać z koni oraz szybkiej podróży. Gra wykorzystuje bezklasowy system rozwoju postaci, w którym poszczególne umiejętności są rozwijane nie poprzez zdobywanie punktów doświadczenia, a przez wykonywanie związanych z nimi czynności. Proces rozwoju umiejętności można jednak przyspieszyć poprzez czytanie odpowiednich książek czy odbieranie lekcji u nauczycieli. Gra posiada rozbudowany system dialogowy, w którym decyzje gracza, mogą wpływać na świat gry. Ważnym elementem, istotnym podczas rozmów z postaciami niezależnymi jest reputacja Henryka. Wpływ na nią ma wygląd postaci oraz czyny dokonane przez gracza. Postacie inaczej reagują na bohatera w prostym ubiorze, a inaczej na odzianego w drogą zbroję.
Gra zawiera niezwykle rozbudowany system ekwipunku. Henryk dysponuje możliwością założenia na siebie aż szesnastu różnych elementów zbroi lub ubioru, które dodatkowo układają się w warstwy. Gra zawiera również szeroki wachlarz dostępnych rodzajów uzbrojenia. Bronie w Kingdom Come posiadają indywidualne cechy, dzięki czemu walka różnymi rodzajami oręża jest zupełnie inna. Odzież noszona przez Henryka oraz używane przez niego sprzęty ulegają wpływowi czasu i użytkowania, w wyniku czego ulegają degradacji i wymagają naprawy. Twórcy zaimplementowali innowacyjny i wymagający system walki, umożliwiający graczom zadawanie ciosów w różne części ciała, blokowanie, parowanie czy zbijanie oręża dzierżonego przez przeciwnika. W trakcie postępów w grze, poza niewielkimi potyczkami, gracze mogą brać również udział w wielkich oblężeniach i bitwach.
Istotnym elementem zabawy jest system potrzeb, który wymaga od gracza spania i jedzenia w celu zachowania zdrowia. Żywność, którą może zdobywać Henryk, z czasem ulega zepsuciu i nie nadaje się do spożycia. Zadania, stanowiące trzon rozgrywki, są nieliniowe i skonstruowane tak, żeby gracz mógł je wykonać na wiele sposobów.

## Produkcja
Wstępna faza produkcji Kingdom Come: Deliverance, rozpoczęła się w 2009 roku, po odejściu Daniela Vávry z 2K Czech. Po opracowaniu szkicu koncepcyjnego i skompletowaniu niewielkiego zespołu. Vávra rozpoczął poszukiwanie funduszy na rozwój projektu. Po początkowych niepowodzeniach, zespół gotowy był do zarzucenia przedsięwzięcia, jednak sytuację diametralnie zmieniło wsparcie czeskiego miliardera Zdeńka Bakali, który zapewnił fundusze na opracowanie prototypu gry. Warhorse Studios oficjalnie powstało 21 lipca 2011 roku.
9 lutego 2012 Warhorse podpisało umowę licencyjną z firmą Crytek na korzystanie silnika CryEngine, po czym oficjalnie ogłosiło, że pracuje nad grą fabularną, nie ujawniając jednak więcej szczegółów na temat projektu. Po siedemnastu miesiącach prac nad prototypem, twórcy rozpoczęli swego rodzaju tournée, mające na celu promocję gry wśród inwestorów. Projekt nie spotkał się jednak z zainteresowaniem, na jaki liczyli, a wraz z malejącymi środkami, postęp prac ulegał stopniowemu spowolnieniu. Mimo trudności budżetowych, prace jednak trwały i 19 grudnia 2013 studio oficjalnie zapowiedziało grę, przedstawiając pierwszy zwiastun oraz kilka zrzutów ekranu z produkcji.
W styczniu 2014 narastające problemy finansowe zmusiły Warhorse Studios do szukania niekonwencjonalnych źródeł finansowania. 22 stycznia 2014 roku twórcy uruchomili akcję crowdfundingową na platformie Kickstarter. Akcja okazała się spektakularnym sukcesem, osiągając minimalny próg 300 tysięcy dolarów już dwa dni po starcie, a ostatecznie przynosząc twórcom wsparcie w wysokości ponad miliona dolarów. Po zakończeniu zbiórki na Kickstarterze, twórcy kontynuowali pozyskiwanie funduszy od sponsorów za pośrednictwem własnej strony internetowej. Na początku października 2014 roku, za pośrednictwem serwisu YouTube, Daniela Vávra ogłosił, że sponsorzy wsparli projekt ponad dwoma milionami dolarów.
22 października 2014 ruszyły alfatesty gry, w których udział wzięli sponsorzy, którzy wpłacili co najmniej 45 dolarów. Zawartość udostępniona w wersji alfa ograniczała się do jednej wioski, w której gracze mogli zapoznać się z podstawowymi mechanikami gry. Znacznie bardziej rozbudowana wersja beta została udostępniona 3 marca 2016 roku. We wrześniu tego samego roku ogłoszono, że Kingdom Come: Deliverance zostanie wydane przez firmę Deep Silver. 9 czerwca 2017 roku ujawniono planowaną datę premiery ustaloną na 13 lutego 2018 roku. Tytuł zadebiutował w zapowiedzianym terminie.
24 maja 2018 twórcy powiadomili o produkcji siedmiu nowych dodatków. Poinformowano, że cztery z nich będą płatne, pozostałe trzy darmowe. Tytuły płatnych DLC są następujące: From the Ashes, The Amorous Adventures of Bold Sir Hans Capon, Band of Bastards i A Woman’s Lot.

## Dodatki do gry
| Nazwa                                               | Data premiery        | Opis |
| --------------------------------------------------- | -------------------- | --- |
| Treasures of the Past                               | 11 kwietnia 2018     | Wprowadza do gry mapy skarbów umożliwiające odnalezienie różnych skarbów, w tym legendarnej zbroi. |
| From the Ashes (DLC)                                | 5 lipca 2018         | Po rozbiciu obozu bandytów w Przybysławicach Henryk może otrzymać od pana Dziwisza zadanie odbudowy wsi. Gracz ma możliwość wzniesienia budynków istotnych dla rozwoju ówczesnych miejscowości, jednocześnie dbając o potrzeby nowych mieszkańców, m.in. rozwiązując spory i wydając nakazy lub zakazy. |
| Tournament                                          | 30 września 2018     | Dodaje do fabuły możliwość wzięcia udziału w ratajskim turnieju, w którym gracz może wygrać nagrody w postaci broni lub pancerzy. Dodatkowo wprowadzono zadanie poboczne, w którym Henryk może odkryć tajemnicę Czarnego Rycerza. |
| The Amorous Adventures of Bold Sir Hans Capon (DLC) | 16 października 2018 | Rozbudowuje fabułę gry o miłosne starania Jana Ptaszka, któremu gracz musi pomóc w pozyskaniu względów ukochanej. |
| Band of Bastards (DLC)                              | 5 lutego 2019        | Rozszerzenie wprowadza wątek, w którym Radzik Kobyła postanawia oczyścić okolice Ratajów z grasujących band bandytów i złodziei. W tym celu sprowadził swojego znajomego, zubożałego szlachcica, który trudni się najemnictwem – Kuna z Rychwaldu, wraz z jego drużyną. Henryk zostaje poproszony przez pana Radzika o to, aby służył Kunowi i jego podopiecznym za przewodnika po okolicy. Gracz będzie musiał dodatkowo hamować zapędy najemników.        |
| A Woman's Lot (DLC)                                 | 28 maja 2019         | Na ten dodatek składają się dwie linie fabularne. Pierwsza to Dola kobiety. W niej gracz poznaje historię najazdu na Skalicę z perspektywy Teresy. Dzięki temu można poznać życie w okolicach sprzed najazdu i przeżyć atak i jego następstwa z punktu widzenia kobiety. Druga linia nazywa się Matka Boska Sazawska. Tym razem gracz, jako Henryk, prócz pomocy Johance w klasztorze w Sazawie musi podążać za jej objawieniami i rozwikłać ich tajemnice. |

## Odbiór gry

### Przed premierą
Od czasu zbiórki na Kickstarterze, produkcja Kingdom Come: Deliverance cieszyła się dużym zainteresowaniem ze strony mediów branżowych i graczy. Przedpremierowa wersja gry spotkała się z licznymi nadziejami, ale i obawami recenzentów o ostateczną jakość produktu. Mateusz Araszkiewicz z serwisu Gry-Online chwalił udostępnioną wersję gry za szczegółową oprawę graficzną, poza tym zwracał jednak uwagę na niską jakość animacji, dialogów oraz zadań, a także o nieintuicyjny jego zdaniem system walki. Wyraził przy tym obawę, że twórców może zgubić ambicja i rozmiary projektu.

### Po premierze
Finalna wersja gry spotkała dość przychylnym przyjęciem, osiągając wynik 76/100 w serwisie Metacritic. Recenzenci chwalili grę za intrygującą fabułę, oprawę graficzną i odwzorowanie realiów epoki. Krytykowano natomiast niektóre rozwiązania w elementach rozgrywki oraz liczne niedoróbki techniczne. Większości recenzentów nie przypadł do gustu system zapisu gry, polegający na spożywaniu przez bohatera tzw. „zbawiennego sznapsa”, który dość zgodnie oceniali jako frustrujący.

### Sprzedaż
Tytuł okazał się dużym sukcesem komercyjnym. W dniu premiery gra znalazła się na szczycie listy najlepiej sprzedających się tytułów na platformie Steam. 22 lutego 2018 roku autorzy ogłosili, że sprzedano ponad milion egzemplarzy Kingdom Come: Deliverance, z czego połowa przypadała na wersje przeznaczone na komputery osobiste. 14 lutego 2019 roku, rok po wydaniu tytułu, twórcy poinformowali o sprzedaniu dwumilionowej kopii gry.